# Phalansterium
Phalansterium és un gènere d'amebozous lobosos de la classe Variosea, que conta de diverses espècies. Phalansterium produeix tetraspores.
Phalansterium és díficil de classificar; tenen una ultraestructura distintiva del seu material pericentriolar. L'evidència molecular els ubica dins els Amoebozoa.
S'ha suggerit que és similar als eucariotes ancestrals.